# Shirakavan, Shirak
Shirakavan là một đô thị thuộc tỉnh Shirak, Armenia. Dân số ước tính năm 2011 là 881 người.